# Слободан Цветичанин
Слободан Цветичанин (Ниш, 5. октобар 1962) је српски оперски певач, баритон. Он је чукунунук Емануела Цвјетићанина.
Соло-певање је дипломирао на Факултету музичке уметности у Скопљу у класи професора Благоја Николовског. Упоредо је дипломирао и музичку теорију и педагогију.
Оперску каријеру је започео као солиста Опере у Скопљу улогом млинара Симе у опери „Еро с онога свијета“ Јакова Готовца да би каријеру наставио у Осијеку од 1989. године. Следе главне баритонске улоге у операма Ђ. Доницетија, Ј. Хацеа, П. Маскањија, Ђ. Пучинија, Ђ. Росинија, А. Смарељије, Ђ. Вердија, И. Зајца и др.
Поред оперског негује и концертно певање. Снимио је ЛП као солист ораторија „Стабат Матер“ Ђ. Росинија. Добитник је треће награде на такмичењу уметника у Загребу 1989. године. Гостовао је на оперским сценама и концертним позорницама у Бугарској, Грчкој, Македонији, Холандији, Немачкој и Словенији. (Оцене критике: „... представио се гласовно импозантно, са сигурном и уверљивом сценском појавом ...“; „... моћан баритон ... драмски снажан наступ ... одлична вокална техника ...“)
Данас наступа као првак Опере Хрватског народног казалишта (ХНК) у Осијеку. Ожењен је пијанисткињом Јагодом Цветичанин.